# Weinbau in Sizilien

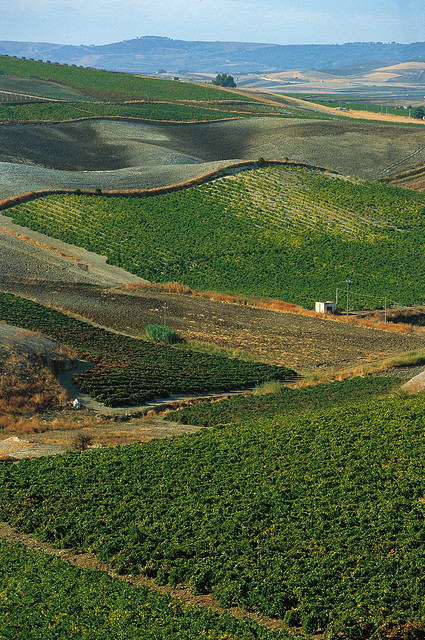
Weinberge der Cantine Settesoli in Menfi, Provinz Agrigent

Der Weinbau in Sizilien stellt mit 112.700 ha Rebfläche die größte Weinregion Italiens. Dazu zählen neben der Insel Sizilien auch die südwestlich liegende Insel Pantelleria und die nordöstlich gelegenen Liparischen Inseln. Im Qualitätsweinbau (DOP-Weine) steht Sizilien mit 23.690 ha auf Platz 5 der nationalen Rangliste. Seit September 2005 gibt es den ersten und einzigen DOCG-klassifizierten Wein. Es gibt 23 DOC-Weine auf Sizilien, sie machen jedoch nur etwa fünf Prozent der Gesamtrebfläche aus. Es gibt ausgezeichnete Landweine (IGTs). Eine Besonderheit ist die Gründung der DOC Sizilien (seit dem Weinjahr 2012), die das Gebiet der gesamten Insel einschließt und als Zusatz „Sicilia“ auf dem Etikett erscheinen darf. So kann die sizilianische Herkunft auch bei den unbekannteren Denominationen (DOC) verdeutlicht werden. Zu den bekanntesten Herstellern zählen Corvo und Regaleali. Allerdings bleibt das Gros der Winzer namenlos. Nur ein Viertel der gesamten Produktion wird auf der Insel abgefüllt. Viele von den 50 Genossenschaften haben oft genug keine eigenen Abfüllanlagen, so dass die sizilianischen Weine letztlich nicht als Weine aus Sizilien in Flaschen gefüllt werden. Trotz des guten Potenzials erkannten die sizilianischen Winzer später als diejenigen auf dem Festland die Chancen eines Anbaus von Qualitätsweinen, der daher noch im Aufschwung begriffen ist. Sizilien ist eine Regionen Italiens, in der außergewöhnliche Gebiete wie die vulkanische Insel Pantelleria oder die Ätna-Hänge (Etna Rosso) beheimatet sind.
Sizilien ist zwar das größte Weinbaugebiet Italiens, bis Mitte der 1990er Jahre war die Insel im Ausland aber in erster Linie für den alkoholverstärkten Süßwein Marsala bekannt. Lediglich ein Dutzend Betriebe exportierten ihre Weine. Und als weltweit das Interesse an aufgespriteten Weinen sank, hatte man Probleme, sich den geänderten Realitäten anzupassen. Nachdem man zunächst auf den Anbau internationaler Rebsorten gesetzt hatte, entdeckten die Winzer später heimische Rebsorten wieder, vor allem den Nero d’Avola. Dieser ist heute auf vielen Märkten der wichtigste und bekannteste Wein der Insel. Für die Zukunft ist aber eine positive Entwicklung zu erwarten. Die allgemeinen Standortbedingungen auf Sizilien sind für Wein sehr gut. Es gibt bereits einzelne, kleine Produktionen weniger bekannter regionaler Rebsorten, die das Interesse von Weinliebhabern wecken dürften. Dementsprechend werden bereits deren Stöcke vermehrt und Flächen damit bepflanzt.

## Geographie und Klima
Die 23 Regionen mit kontrollierter Herkunftsbezeichnung (DOC) verteilen sich weit voneinander entfernt vor allem auf das westliche Ende, den Nordosten mit dem Hochlagenanbau um den Ätna, dessen Klimate und Böden so komplex sind, dass sie allein sehr unterschiedliche Weintypen hervorbringen. Der Süden dagegen ist heiß und afrikanisch geprägt.

## Geschichte
Im Jahr 1860 wurden auf Sizilien versteinerte Weinreben entdeckt, die bereits vor einigen Millionen Jahren entstanden sind. Die ersten Winzer waren griechische Kolonisten, die im 8. Jahrhundert v. Chr. auf Sizilien landeten. Sie begannen mit der Kultivierung der vorhandenen Wildreben und führten auch die noch heute gebräuchliche Art der Rebenerziehung ein, den als Alberello bezeichneten Anbau in Form von kleinen Bäumchen. In der Antike waren Syrakus und Taormina, die großen Städte am Ätna, bereits blühende Weinhandels-Zentren. Sizilien wurde von immer wieder wechselnden Mächten als Stützpunkt der Seefahrt und des Handels beherrscht. Nach Phönikern, Griechen und Karthagern in der Antike kamen mit Vandalen, Ostgoten, Byzantinern und Arabern im Mittelalter auch Gruppen, die in ihrer Heimat keinen Weinbau betrieben. Sizilien wurde von den auswärtigen Herrschern oft nachrangig behandelt. Die Infrastruktur ist bis heute schwierig. John Woodhouse verschiffte 1773 die ersten aufgespriteten Weine von Marsala nach England. Die Erfolgsgeschichte des Marsala, der auf den britischen Inseln hohe Marktanteile gewann, hatte begonnen. Sizilien ist zwar das größte Weinbaugebiet Italiens, bis Mitte der 1990er Jahre blieb die Insel im Ausland aber in erster Linie für den alkoholverstärkten Süßwein bekannt. Lediglich ein Dutzend Betriebe exportierten ihre Weine, denn Siziliens riesiger Weinindustrie fehlte es definitiv an Dynamik. Und als weltweit das Interesse an aufgespriteten Weinen sank, hatte man Probleme, sich den geänderten Realitäten anzupassen.
Wären nicht die Winzer aus Australien und Chile auf Europas Weinbühne getreten, hätte sich daran wahrscheinlich bis heute auch wenig geändert. Quasi über Nacht wurde Sizilien mit seinem, für den Weinbau optimalen heißen und trockenen Klima in Italiens Weinpresse als Antwort auf die zunehmende Konkurrenz der Neuen Welt gefeiert. Eine regelrechte Euphorie griff um sich, allerorts wurde in Weinberge und Kellereien investiert, flossen Milliarden Subventionen in die Landwirtschaft und die Vermarktung. Zu Beginn setzte man allerdings darauf, durch den Anbau internationaler Rebsorten wie beispielsweise Chardonnay, Merlot oder Cabernet Sauvignon und deren Verarbeitung zu kräftigen, geschmacklich oft stark durch Ausbau in neuen Holzfässern geprägten Weinen der Überseekonkurrenz Paroli zu bieten. Erst nach und nach kamen die Winzer zu der Einsicht, dass es sinnvoll sei, den Fokus auch auf heimische Gewächse zu richten, um sich so als eigenständige Weinwelt von den Mitbewerbern abzuheben. Hier kam vor allem modern ausgebauter Nero d’Avola zum Zug. Süßwein führt heute nur noch ein Nischendasein; für viele ist er eher Kuriosität als Weinalternative. Nur wenige Marsala-Häuser pflegen deshalb das historische Erbe.

## Qualitätsstufen und Gebietseinteilung

### Der DOCG Wein auf Sizilien
Cerasuolo di Vittoria

### Die 23 DOC-Weine auf Sizilien
Alcamo, Contea di Sclafani, Contessa Entellina, Delia Nivolelli, Eloro, Erice, Etna, Faro, Malvasia delle Lipari, Mamertino di Milazzo, Marsala, Menfi, Monreale, Noto, Pantelleria, Riesi, Salaparuta, Sambuca di Sicilia, Santa Margherita di Belice, Sciacca, Sicilia (in allen Regionalgebieten), Siracusa, Vittoria. (Stand 2014) Sie dürfen mit dem Zusatz „Sicilia“ verkauft werden, um die Herkunft zu verdeutlichen. Die DOC-Bezeichnungen werden auf Sizilien kontinuierlich erweitert. Im Oktober 2012 hatten Winzer Anträge auf Anerkennung der geschützten Herkunft für insgesamt 40.000 Hektar gestellt.

### Die 7 IGT-Weine auf Sizilien
Avola, Camarro, Fontanarossa di Cerda, Salemi, Salina, Terre Siciliane, Valle Belice. (Stand 2014) Die IGT-Weine dürfen zusätzlich die Bezeichnung „Terre Siciliane“ auf das Etikett drucken. So kann jeder die Weine ihrer Herkunft zuordnen.

### Territoriali
Zusätzlich gibt es das Konzept der Lagenweine, „territoriali“, die Winzer mit einer Katasterkarte auf dem Rückenetikett bewerben können. Die Verantwortlichen der Weinbaupolitik, in Form des regionalen Landwirtschafts-Institutes IRVOS, unterteilen die weitläufige und facettenreiche Insel mit ihren kleinen Weinbauinseln wie Lipari, Salina oder Pantelleria in 17 Territorien.
Doch sind dies namentlich nicht die DOC-Weinbaugebiete, sondern übergeordnete, geografische Bezeichnungen wie z. B. Contea di Sclafani, Castelli Nisseni oder Piazza Armerina im Zentrum der Insel.
Hier ist die Weinbaufläche vergleichsweise klein, die Anzahl der Betriebe gering. Viel Weizen wird hier angebaut, ein wenig Wald ist auch noch in dem nördlichen Teil übrig geblieben nach Jahrhunderten systematischer Ausbeutung. Dazu kommen kleine versprengte Anbaugebiete wie die vulkanische Insel Pantelleria.

## Weintypen
Trotz des heißen und trockenen Klimas auf Sizilien gibt es deutlich mehr Weißwein als Rotwein. Dafür ist der Marsala verantwortlich, der den sizilianischen Weinmarkt historisch dominierte. Seit Mitte der 1990er Jahre ist jedoch der Rotweinanteil gewachsen, auch weil die einheimischen und neu angekommenen Weingüter internationale Sorten wie Cabernet Sauvignon, Merlot und Syrah gepflanzt haben. Diese Neupflanzungen befinden sich fast alle im Inselwesten in Reichweite der Hauptstadt Palermo.

### Weißweine

#### Catarratto
Vor allem die Briten förderten den Aufstieg des in der Regel aufgespriteten Süßweins Marsala. Dieser Run ist schon lange vorbei, die Traube Catarratto, der Hauptbestandteil des Weins, aber noch immer in Massen vorhanden. Viele Winzer bauen mittlerweile trockene Weine an. Von der Sorte Catarratto etwa gibt es große, ertragreiche Anbauflächen. Sizilien, dort insbesondere die DOC-Region Etna, erzeugt mehr davon als die Weißweinregionen Südtirol, Trentino und Friaul zusammen. Aktuelle statistische Erhebungen gibt es nicht. Nach Schätzungen stehen etwa 40.000 Hektar unter Catarratto-Reben. Mit Hilfe der kühlen, der Frucht dienlichen Gärung ergibt der Catarratto einen fruchtigen Weißwein. Ganz allgemein reifen Weine aus heißen Gegenden – vor allem aus den weniger edlen einheimischen Sorten – schneller als andere. Die große Hitze, die für den Marsala noch von Vorteil war, ist für die moderne Weißweinerzeugung wenig förderlich. Durch sie werden nämlich die fragilen Fruchtaromen und die Säure am Weinstock zermürbt.

#### Grillo
Recht gut hingegen verträgt die ehemalige Marsala-Rebsorte Grillo die Hitze, weshalb dieser als trockener Weißwein von einigen Kellereien erfolgreich im Markt positioniert werden konnte. Andere Weingüter arbeiten lieber mit Ansonica (Synonym Insolia) oder dem Grecanico. Ein einheitliches Bild von sizilianischen Weißweinen existiert aber nicht – außer dass sie aus einer heißen Erde stammen.

#### Moscato di Pantelleria oder Malvasia delle Lipari
Für die Süßweinfraktion hält Sizilien mit dem Moscato di Pantelleria, dem Moscato di Noto und dem Malvasia delle Lipari gleich drei hocharomatische weiße Dessertweine bereit. Einzelne Winzer kultivieren dieses Kulturgut des Südens mit Erfolg, aber außer dem Moscato di Pantelleria erreicht kaum einer Produktionszahlen, die überregionale Vermarktung zuließen.

### Rotweine

#### Cerasuolo di Vittoria
In der Nähe von Ragusa und der Stadt Vittoria wird der Cerasuolo di Vittoria erzeugt – benannt nach der kirschroten Farbe des jungen Weins. Er ist ein aparter, fruchtbetonter Rotwein mit einem angenehmen Säurespiel. Erzeugt wird er aus den Rebsorten Nero d’Avola (mind. 50…70 %) und Frappato (höchstens 30…50 %). Besonders der Frappato verleiht diesem Wein mit seiner präsenten Säure ein ansprechendes Fruchtspiel und die Eleganz, an der es so manchen Rotweinen des Südens mangelt. Dazu trägt der Boden seinen Teil bei: roter, eisenhaltiger Sand auf einem Kalksteinbett, das schon in 30 bis 40 cm Tiefe beginnt. In Kombination mit der Abkühlung durch die Hügelkette Monte Iblei gerät hier auch die Rebsorte Nero d’Avola frischer, mineralischer als im Westen der Insel. Bis in den etwas abgelegenen Südosten der Insel hat sich aber bisher kaum ein Weininvestor gewagt.

#### Etna Rosso
Schon die griechischen Einwanderer bauten an den Hängen des Vulkans Wein an. Die landwirtschaftlichen Prioritäten verschoben sich dann aber in der Neuzeit zu Ungunsten des Weinanbaus am Ätna. Erst im 19. Jahrhundert blühte er dank des florierenden Handels mit Franzosen, Österreichern und Engländern neu auf. Damals gab es am Ätna bei Catania Rebflächen, die zu den größten der Insel gehörten. Die europaweite Reblausplage Anfang des 20. Jahrhunderts brachte den Weinbau auch am Vulkan zum Erliegen, so dass er sich völlig neu entwickeln musste. Ein Ausflug zu den bis zu 3350 Meter hohen Kratern des Ätna ist die Attraktion im Osten Siziliens. Um den Vulkan reihen sich sehr unterschiedliche Terroirs, also Standortbedingungen, die wiederum zu sehr facettenreichen Weinen führen. Seinem vulkanischen Gestein verdankt die Region die fruchtbaren Böden, die mit Gemüsefeldern, Olivenhainen und Zitrusplantagen bedeckt sind. Auch der Weinbau am Ätna ist alt, die Entwicklung derzeit jedoch dynamisch. Die gegenwärtige Renaissance des Weinanbaus am Ätna steckt freilich noch in den Kinderschuhen. Gängige europäische und sizilianische Reben tun sich im Mikroklima des Vulkans schwer. Die Rebe Nero d’Avola beispielsweise würde am Ätna gar nicht ausreifen. Denn obwohl es tief unten in der Erde brodelt, ist es an den Hängen durch ein extremes Temperaturgefälle zwischen Tag und Nacht und auch die Höhenlage ausgesprochen kühl. Gelesen werden kann in der Regel erst im Oktober. Also setzt man für Rotweine auf die Rebsorten Nerello Mascalese und Nerello Cappuccio, die hier traditionell beheimatet sind, auch nur hier wachsen und sich den harten Bedingungen angepasst haben. Außerhalb von Sizilien ist der Etna Rosso noch wenig bekannt. Das liegt daran, dass nur einige Betriebe auf hochwertigen Flaschenwein setzen und somit nur kleine Mengen auf den Markt kommen. Den Weinbau hat mit großen technischen Schwierigkeiten zu kämpfen. Die Weinparzellen klettern bis auf eine Höhe von 900 Metern, sind besonders im Südosten teils enorm steil und in der Regel durch aufwändig aufgeschichtete Trockenbaumauern aus Lavagestein umgeben. Nur in der Gegend von Randazzo und Passopisciaro ermöglicht auch eine Hochebene den Anbau, doch sind es meist sehr kleine Parzellen in der kargen Lavaerde. Hier wie dort schützen die Trockenbaumauern das kostbare Erdreich, damit es nicht durch Regen ausgewaschen und/oder durch Wind abgetragen wird. Solche extremen Lagen und auch die Alberello-Erziehung erfordern viel Handarbeit und verursachen somit hohe Kosten bei der Bewirtschaftung. So wundert es nicht, dass noch viele hochinteressante Steillagen brach liegen oder verwildern.

#### Nero d’Avola
Bis Ende des letzten Jahrhunderts wurde Nero d’Avola auf Sizilien fast ausschließlich als einfacher Verschnittwein gekeltert, der vor allem möglichst viel Ertrag liefern sollte. Die Erfolgsstory des Nero d’Avola begann Anfang der 1990er Jahre, als die neu erblühte sizilianische Weinszene das Potenzial der heimischen Rebsorten entdeckte. Ermöglicht wurde die Karriere des Nero d’Avola durch einige innovationsfreudige Persönlichkeiten der sizilianischen Weinszene, die Pionierarbeit leisteten. Für diese Entwicklung steht insbesondere der Name Diego Planeta, seit 1973 Präsident der Cantine Settesoli in Menfi, die mit einem jährlichen Ausstoß von rund 20 Millionen Flaschen und einer nicht minder großen Menge an Fassweinen eine der größten Kellereigenossenschaften Europas sind. Nero d’Avola gilt aktuell als die bedeutendste Rebsorte Siziliens und steht dort auf 18.000 Hektar Rebfläche (2013). Besonders um ihren Herkunftsort Avola und die Barockstadt Noto herum und in der weiteren Region versprühen die Weine Aromen von Kirschen, Brombeeren, Pflaumen. Dazu gesellt sich eine mediterrane Kräuterwürze, auch ein wenig Pfeffer. Der Wein ist auch leicht gekühlt bei hochsommerlichen Temperaturen ein Genuss. Nero d’Avola ist wirtschaftlich auch der internationale Durchbruch gelungen, da die Preise moderat sind. Der „principe siciliano“, der sizilianische Prinz, wie die Einheimischen die Rebsorte gerne nennen, ist derzeit (2015) der bekannteste und beste sizilianische Wein.